# 窦元礼
竇元禮（?—?），唐朝宦官。
窦天生次子。曾任梨园教坊使一职，歷官行内侍省内侍。开元二十三年三月，出使吐蕃。後官正义大夫、内常侍。开元二十八年，唐玄宗遣窦元礼祭祀吴山。开元末，加银青光禄大夫。